# Kaff al-Jaa
Kaff al-Jaa är en ort i Syrien.   Den ligger i provinsen Tartus, i den västra delen av landet, 180 kilometer norr om huvudstaden Damaskus. Kaff al-Jaa ligger 890 meter över havet och antalet invånare är 3 500.
Terrängen runt Kaff al-Jaa är kuperad. Närmaste större samhälle är Maşyāf, 12,4 kilometer öster om Kaff al-Jaa. 
Trakten runt Kaff al-Jaa består till största delen av jordbruksmark. Runt Kaff al-Jaa är det tätbefolkat, med 427 invånare per kvadratkilometer.